# Okama
Okama (おかま?, Okama; 25 maggio 1974) è un fumettista giapponese.

## Biografia
Inizia la carriera pubblicando vari doujinshi, debuttando ufficialmente nel 1998 con alcuni lavori hentai. Sul finire del 1999 comincia la sua prima serializzazione, Cat's World. Okama in giapponese significa anche omosessuale e l'autore ha spiegato di usarlo perché nei giochi online impersonava solitamente personaggi femminili.

## Opere

### Anime
- Kamichu! (production design)
- Glass no Kantai (original character design)
- The Wings of Rean (visual concept)
- Le Portrait de Petite Cossette (production design)
- Genesis of Aquarion (concept design)
- Diebuster (future visual)
- Himawari! (original character design, production design)
- Getsumen to Heiki Mina (character design)
- Saint October (original character design)
- Rebuild of Evangelion (design)
- Welcome to the Space Show (production design)
- Lotte no Omocha! (world visual design)
- Senki Zesshō Symphogear (creature design)

### Lavori propri

#### Artbooks
- Okamax
- Getsumen Toheiki Mina Calendar
- okamarble
- Food Girls

#### Manga
- Cat's World (1999-2000)
- Cloth Road (disegni)
- Food Girls (2006)
- Tail Star

#### Manga hentai
- Hanafuda
- School
- Meguri Kuru Haru
- Contributions
- Range Murata - Robot - Volume 01
- Range Murata - Robot - Volume 03
- Range Murata - Robot - Volume 04
- Range Murata - Robot - Volume 10

#### Videogiochi
- No More Heroes (Costume Designer)
- Busou Shinki (Disegnatore di Zyrdarya e Juvisy)

#### Software
- Vocaloid Nekomura Iroha (character design and illustration